# Canoagem nos Jogos Olímpicos de Verão de 2024 - Slalom caiaque cross masculino
A competição do caiaque cross masculino da canoagem slalom nos Jogos Olímpicos de Verão de 2024 foi realizada no Estádio Náutico de Vaires-sur-Marne, na Ilha de França, entre 2 e 5 de agosto de 2024. Um total de 38 canoístas de 28 Comitês Olímpicos Nacionais (CON) participaram do evento. Foi a estreia da modalidade como um evento olímpico.

## Qualificação
Cada CON poderia qualificar dois barcos no evento inaugural do caiaque cross masculino. Um total de 38 vagas estavam disponíveis para competidores classificados nas provas de C-1 ou K-1. Além disso, canoístas ainda não classificados poderiam obter três vagas na competição global de qualificação do caiaque cross.

## Formato
O evento do caiaque cross se inicia com uma tomada de tempo (contrarrelógio) para determinar a colocação de cada canoísta na primeira rodada da competição. A primeira rodada apresenta uma série de onze corridas com três ou quatro competidores cada. Os dois primeiros em cada corrida avançam para as eliminatórias, enquanto o restante avança para a repescagem. A repescagem apresenta cinco corridas com o mesmo formato da primeira fase. Em cada corrida, os dois primeiros competidores avançam para as eliminatórias, enquanto os restantes são eliminados.
Nas eliminatórias são realizadas oito corridas com quatro competidores cada. Os dois primeiros em cada bateria avançam para as quartas de final, os dois primeiros em cada uma das corridas das quartas de final avançam para as semifinais e os dois primeiros em cada uma das corridas das semifinais avançam para a final. Os perdedores das semifinais avançam para a pequena final onde é determinado a colocação do quinto ao oitavo lugar.

## Calendário
Horário local (UTC+2)
| Dia         | Horário | Fase             |
| ----------- | ------- | ---------------- |
| 2 de agosto | 15:30   | Tomada de tempo  |
| 3 de agosto | 16:40   | Primeira rodada  |
| 3 de agosto | 18:45   | Repescagem       |
| 4 de agosto | 15:30   | Eliminatórias    |
| 5 de agosto | 15:52   | Quartas de final |
| 5 de agosto | 16:28   | Semifinais       |
| 5 de agosto | 16:48   | Finais           |

## Medalhistas
| Ouro   | NZL Finn Butcher  |
| Prata  | GBR Joseph Clarke |
| Bronze | GER Noah Hegge    |

## Resultados

### Tomada de tempo
A tomada de tempo determinou as posições de todos os canoístas para a primeira rodada.
| Pos. | Bib | Canoísta                | Tempo | Notas   |
| ---- | --- | ----------------------- | ----- | ------- |
| 1    | 1   | GBR Joseph Clarke       | 66.08 |         |
| 2    | 11  | BRA Pepe Gonçalves      | 66.41 |         |
| 3    | 13  | FRA Titouan Castryck    | 67.29 |         |
| 4    | 2   | FRA Boris Neveu         | 67.48 |         |
| 5    | 3   | ITA Giovanni De Gennaro | 67.71 |         |
| 6    | 6   | NZL Finn Butcher        | 67.74 |         |
| 7    | 5   | AUT Felix Oschmautz     | 67.87 |         |
| 8    | 18  | GER Noah Hegge          | 68.01 |         |
| 9    | 14  | POL Mateusz Polaczyk    | 68.11 |         |
| 10   | 8   | ESP Manuel Ochoa        | 68.66 |         |
| 11   | 16  | ESP Miquel Travé        | 68.70 |         |
| 12   | 24  | TUN Salim Jemai         | 68.91 |         |
| 13   | 17  | CHN Quan Xin            | 69.13 |         |
| 14   | 22  | IRL Noel Hendrick       | 69.31 |         |
| 15   | 23  | CZE Lukáš Rohan         | 69.80 |         |
| 16   | 12  | SWE Isak Öhrström       | 70.29 |         |
| 17   | 15  | MAR Mathis Soudi        | 70.53 |         |
| 18   | 33  | IRL Liam Jegou          | 70.81 |         |
| 19   | 27  | SVK Jakub Grigar        | 71.18 |         |
| 20   | 9   | AUS Timothy Anderson    | 71.41 |         |
| 21   | 32  | CZE Jiří Prskavec       | 71.71 |         |
| 22   | 19  | AUS Tristan Carter      | 72.94 |         |
| 23   | 25  | SVK Matej Beňuš         | 73.54 |         |
| 24   | 10  | CAN Alex Baldoni        | 73.70 |         |
| 25   | 35  | SLO Benjamin Savšek     | 74.18 |         |
| 26   | 30  | GBR Adam Burgess        | 74.66 |         |
| 27   | 34  | CRO Matija Marinić      | 74.80 |         |
| 28   | 4   | SUI Martin Dougoud      | 74.89 |         |
| 29   | 29  | NED Joris Otten         | 75.95 |         |
| 30   | 21  | COM Andy Barat          | 76.95 |         |
| 31   | 31  | SEN Yves Bourhis        | 78.15 |         |
| 32   | 28  | EOR Amir Rezanejad      | 79.15 |         |
| 33   | 37  | USA Casey Eichfeld      | 81.13 |         |
| 34   | 20  | JPN Yuuki Tanaka        | 81.35 |         |
| 35   | 38  | POL Grzegorz Hedwig     | 81.42 |         |
| 36   | 36  | TPE Wu Shao-hsuan       | 82.73 |         |
| 37   | 26  | SLO Peter Kauzer        | 70.74 | FLT (8) |
| 38   | 7   | GER Stefan Hengst       | 69.67 | FLT (6) |

### Primeira rodada
Os dois primeiros canoístas de cada bateria avançam para as eliminatórias; os restantes avançam para a repescagem.
Corrida 1
| Pos. | Bib | Canoísta           | Notas      |
| ---- | --- | ------------------ | ---------- |
| 1    | 1   | GBR Joseph Clarke  | Q          |
| 2    | 12  | TUN Salim Jemai    | Q          |
| 3    | 33  | USA Casey Eichfeld | R, FLT (2) |

Corrida 2
| Pos. | Bib | Canoísta           | Notas      |
| ---- | --- | ------------------ | ---------- |
| 1    | 13  | CHN Quan Xin       | Q          |
| 2    | 2   | BRA Pepe Gonçalves | Q, FLT (S) |
| 3    | 32  | EOR Amir Rezanejad | R, DNF     |

Corrida 3
| Pos. | Bib | Canoísta             | Notas |
| ---- | --- | -------------------- | ----- |
| 1    | 3   | FRA Titouan Castryck | Q     |
| 2    | 31  | SEN Yves Bourhis     | Q     |
| 3    | 14  | IRL Noel Hendrick    | R     |

Corrida 4
| Pos. | Bib | Canoísta        | Notas |
| ---- | --- | --------------- | ----- |
| 1    | 4   | FRA Boris Neveu | Q     |
| 2    | 15  | CZE Lukáš Rohan | Q     |
| 3    | 30  | COM Andy Barat  | R     |

Corrida 5
| Pos. | Bib | Canoísta                | Notas |
| ---- | --- | ----------------------- | ----- |
| 1    | 5   | ITA Giovanni De Gennaro | Q     |
| 2    | 16  | SWE Isak Öhrström       | Q     |
| 3    | 29  | NED Joris Otten         | R     |

Corrida 6
| Pos. | Bib | Canoísta           | Notas |
| ---- | --- | ------------------ | ----- |
| 1    | 6   | NZL Finn Butcher   | Q     |
| 2    | 28  | SUI Martin Dougoud | Q     |
| 3    | 17  | MAR Mathis Soudi   | R     |

Corrida 7
| Pos. | Bib | Canoísta            | Notas        |
| ---- | --- | ------------------- | ------------ |
| 1    | 7   | AUT Felix Oschmautz | Q            |
| 2    | 38  | GER Stefan Hengst   | Q            |
| 3    | 27  | CRO Matija Marinić  | R, FLT (3)   |
| 4    | 18  | IRL Liam Jegou      | R, FLT (2,8) |

Corrida 8
| Pos. | Bib | Canoísta         | Notas |
| ---- | --- | ---------------- | ----- |
| 1    | 8   | GER Noah Hegge   | Q     |
| 2    | 19  | SVK Jakub Grigar | Q     |
| 3    | 37  | SLO Peter Kauzer | R     |
| 4    | 26  | GBR Adam Burgess | R     |

Corrida 9
| Pos. | Bib | Canoísta             | Notas      |
| ---- | --- | -------------------- | ---------- |
| 1    | 20  | AUS Timothy Anderson | Q          |
| 2    | 9   | POL Mateusz Polaczyk | Q          |
| 3    | 36  | TPE Wu Shao-hsuan    | R          |
| 4    | 25  | SLO Benjamin Savšek  | R, FLT (2) |

Corrida 10
| Pos. | Bib | Canoísta            | Notas      |
| ---- | --- | ------------------- | ---------- |
| 1    | 10  | ESP Manuel Ochoa    | Q          |
| 2    | 24  | CAN Alex Baldoni    | Q          |
| 3    | 21  | CZE Jiří Prskavec   | R, FLT (8) |
| 4    | 35  | POL Grzegorz Hedwig | R, FLT (3) |

Corrida 11
| Pos. | Bib | Canoísta           | Notas      |
| ---- | --- | ------------------ | ---------- |
| 1    | 11  | ESP Miquel Travé   | Q          |
| 2    | 34  | JPN Yuuki Tanaka   | Q          |
| 3    | 23  | SVK Matej Beňuš    | R          |
| 4    | 22  | AUS Tristan Carter | R, FLT (1) |

### Repescagem
Os dois primeiros canoístas de cada bateria avançam para as eliminatórias; os restantes são eliminados.
Corrida 1
| Pos. | Bib | Canoísta          | Notas   |
| ---- | --- | ----------------- | ------- |
| 1    | 14  | IRL Noel Hendrick | Q       |
| 2    | 36  | TPE Wu Shao-hsuan | Q       |
| 3    | 23  | SVK Matej Beňuš   | FLT (2) |

Corrida 2
| Pos. | Bib | Canoísta            | Notas   |
| ---- | --- | ------------------- | ------- |
| 1    | 35  | POL Grzegorz Hedwig | Q       |
| 2    | 25  | SLO Benjamin Savšek | Q       |
| 3    | 17  | MAR Mathis Soudi    | FLT (S) |

Corrida 3
| Pos. | Bib | Canoísta           | Notas |
| ---- | --- | ------------------ | ----- |
| 1    | 18  | IRL Liam Jegou     | Q     |
| 2    | 26  | GBR Adam Burgess   | Q     |
| 3    | 33  | USA Casey Eichfeld |       |

Corrida 4
| Pos. | Bib | Canoísta           | Notas |
| ---- | --- | ------------------ | ----- |
| 1    | 21  | CZE Jiří Prskavec  | Q     |
| 2    | 27  | CRO Matija Marinić | Q     |
| 3    | 32  | EOR Amir Rezanejad |       |

Corrida 5
| Pos. | Bib | Canoísta           | Notas   |
| ---- | --- | ------------------ | ------- |
| 1    | 22  | AUS Tristan Carter | Q       |
| 2    | 37  | SLO Peter Kauzer   | Q       |
| 3    | 29  | NED Joris Otten    |         |
| 4    | 30  | COM Andy Barat     | FLT (8) |

### Eliminatórias
Os dois primeiros canoístas de cada bateria avançam para as quartas de final; os restantes são eliminados.
Bateria 1
| Pos. | Bib | Canoísta          | Notas   |
| ---- | --- | ----------------- | ------- |
| 1    | 1   | GBR Joseph Clarke | QF      |
| 2    | 17  | SVK Jakub Grigar  | QF      |
| 3    | 32  | SLO Peter Kauzer  |         |
| 4    | 16  | SWE Isak Öhrström | FLT (6) |

Bateria 2
| Pos. | Bib | Canoísta          | Notas   |
| ---- | --- | ----------------- | ------- |
| 1    | 8   | ESP Manuel Ochoa  | QF      |
| 2    | 25  | CZE Jiří Prskavec | QF      |
| 3    | 24  | IRL Liam Jegou    |         |
| 4    | 9   | ESP Miquel Travé  | FLT (8) |

Bateria 3
| Pos. | Bib | Canoísta            | Notas   |
| ---- | --- | ------------------- | ------- |
| 1    | 5   | NZL Finn Butcher    | QF      |
| 2    | 28  | SLO Benjamin Savšek | QF      |
| 3    | 21  | JPN Yuuki Tanaka    | FLT (8) |
| 4    | 12  | BRA Pepe Gonçalves  | FLT (2) |

Bateria 4
| Pos. | Bib | Canoísta                | Notas |
| ---- | --- | ----------------------- | ----- |
| 1    | 4   | ITA Giovanni De Gennaro | QF    |
| 2    | 13  | POL Mateusz Polaczyk    | QF    |
| 3    | 20  | SEN Yves Bourhis        |       |
| 4    | 29  | GBR Adam Burgess        |       |

Bateria 5
| Pos. | Bib | Canoísta           | Notas   |
| ---- | --- | ------------------ | ------- |
| 1    | 3   | FRA Boris Neveu    | QF      |
| 2    | 19  | SUI Martin Dougoud | QF      |
| 3    | 14  | TUN Salim Jemai    |         |
| 4    | 30  | CRO Matija Marinić | FLT (R) |

Bateria 6
| Pos. | Bib | Canoísta             | Notas |
| ---- | --- | -------------------- | ----- |
| 1    | 11  | AUS Timothy Anderson | QF    |
| 2    | 27  | POL Grzegorz Hedwig  | QF    |
| 3    | 6   | AUT Felix Oschmautz  |       |
| 4    | 22  | GER Stefan Hengst    |       |

Bateria 7
| Pos. | Bib | Canoísta           | Notas   |
| ---- | --- | ------------------ | ------- |
| 1    | 7   | GER Noah Hegge     | QF      |
| 2    | 26  | AUS Tristan Carter | QF      |
| 3    | 23  | IRL Noel Hendrick  |         |
| 4    | 10  | CHN Quan Xin       | FLT (8) |

Bateria 8
| Pos. | Bib | Canoísta             | Notas |
| ---- | --- | -------------------- | ----- |
| 1    | 2   | FRA Titouan Castryck | QF    |
| 2    | 15  | CZE Lukáš Rohan      | QF    |
| 3    | 31  | TPE Wu Shao-hsuan    |       |
| 4    | 18  | CAN Alex Baldoni     |       |

### Quartas de final
Os dois primeiros canoístas de cada bateria avançam para as semifinais; os restantes são eliminados.
Quartas de final 1
| Pos. | Bib | Canoísta          | Notas   |
| ---- | --- | ----------------- | ------- |
| 1    | 1   | GBR Joseph Clarke | SF      |
| 2    | 17  | SVK Jakub Grigar  | SF      |
| 3    | 25  | CZE Jiří Prskavec |         |
| 4    | 8   | ESP Manuel Ochoa  | FLT (8) |

Quartas de final 2
| Pos. | Bib | Canoísta                | Notas |
| ---- | --- | ----------------------- | ----- |
| 1    | 5   | NZL Finn Butcher        | SF    |
| 2    | 13  | POL Mateusz Polaczyk    | SF    |
| 3    | 28  | SLO Benjamin Savšek     |       |
| 4    | 4   | ITA Giovanni De Gennaro |       |

Quartas de final 3
| Pos. | Bib | Canoísta             | Notas |
| ---- | --- | -------------------- | ----- |
| 1    | 3   | FRA Boris Neveu      | SF    |
| 2    | 19  | SUI Martin Dougoud   | SF    |
| 3    | 11  | AUS Timothy Anderson |       |
| 4    | 27  | POL Grzegorz Hedwig  |       |

Quartas de final 4
| Pos. | Bib | Canoísta             | Notas       |
| ---- | --- | -------------------- | ----------- |
| 1    | 7   | GER Noah Hegge       | SF          |
| 2    | 15  | CZE Lukáš Rohan      | SF          |
| 3    | 2   | FRA Titouan Castryck | FLT (3)     |
| 4    | 26  | AUS Tristan Carter   | FLT (R,6,8) |

### Semifinais
Os dois primeiros canoístas de cada bateria avançam para a final; os restantes disputam a pequena final (classificação do 5º ao 8º lugar).
Semifinal 1
| Pos. | Bib | Canoísta             | Notas |
| ---- | --- | -------------------- | ----- |
| 1    | 1   | GBR Joseph Clarke    | F     |
| 2    | 5   | NZL Finn Butcher     | F     |
| 3    | 17  | SVK Jakub Grigar     | PF    |
| 4    | 13  | POL Mateusz Polaczyk | PF    |

Semifinal 2
| Pos. | Bib | Canoísta           | Notas       |
| ---- | --- | ------------------ | ----------- |
| 1    | 7   | GER Noah Hegge     | F           |
| 2    | 15  | CZE Lukáš Rohan    | F           |
| 3    | 3   | FRA Boris Neveu    | PF          |
| 4    | 19  | SUI Martin Dougoud | PF, FLT (6) |

### Finais
Na grande final são decididos os medalhistas.
Pequena final
| Pos. | Bib | Canoísta             | Notas   |
| ---- | --- | -------------------- | ------- |
| 5    | 19  | SUI Martin Dougoud   |         |
| 6    | 17  | SVK Jakub Grigar     |         |
| 7    | 3   | FRA Boris Neveu      |         |
| 8    | 13  | POL Mateusz Polaczyk | FLT (1) |

Final
| Pos.              | Bib | Canoísta          | Notas |
| ----------------- | --- | ----------------- | ----- |
| Medalha de ouro   | 5   | NZL Finn Butcher  |       |
| Medalha de prata  | 1   | GBR Joseph Clarke |       |
| Medalha de bronze | 7   | GER Noah Hegge    |       |
| 4                 | 15  | CZE Lukáš Rohan   |       |